# Parafia Przemienienia Pańskiego w Jabłonce
Parafia Przemienienia Pańskiego w Jabłonce – rzymskokatolicka parafia należąca do dekanatu Jabłonka archidiecezji krakowskiej.
Miejscowość leży w historycznym regionie Orawy, które od średniowiecza podlegało Królestwu Węgier i tamtejszej strukturze kościelnej. Parafia została erygowana w 1787 i pierwotnie należała do diecezji spiskiej. W 1920 do Polski przyłączono część Orawy z 9 parafiami, które podporządkowano następnie diecezji krakowskiej (od 1925 archidiecezji). Parafia posiada dwóch nadzwyczajnych szafarzy Komunii Świętej.
W niedziele i święta nakazane w kościele odprawiane są o godzinie 16:00 Msze Święte dla mniejszości słowackiej, w ich ojczystym języku. Sprawują je księża przyjeżdżający ze Słowacji. 

## Proboszczowie
- ks. Adam Rosiński (1787–1796)[4]

- ks. Józef Janiczak (1796–1818)[4]
- ks. Stefan Maruszak- administrator (1818–1820)[4]
- ks. Jakub Mieszczanek (1820–1834)[4]
- ks. Andrzej Koma (1834–1838)[4]
- ks. Andrzej Szalatkay (1838–1845)[4]
- ks. Józef Szlamkay (1845–1857)[4]
- ks. Józef Hutyra – administrator (1857)[4]
- ks. Maciej Waszko (1858–1873)[4]
- ks. Grzegorz Andreidesz – administrator (1873)[4]
- ks. Franciszek Zwada (1873–1902)[4]
- ks. Stefan Pirończak – dziekan (1902–1913)[4]
- ks. Józef Nowotny – administrator (1913)[4]
- ks. Stefan Hattyar – dziekan (1913–1928)[4]
- ks. Julian Łysek (1928–1939)[4]
- ks. Stefan Wojtaszak (1939–1945)[4]
- ks. Julian Łysek (1945–1964)[4]
- ks. Tadeusz Masny (1964–1976)[4]
- ks. Adam Bogucki – dziekan (1976–1987)[4]
- ks. Florian Kosek (1987–1997)[4]
- ks. Stanisław Górecki (1997–2007)[4]
- ks. Kazimierz Czepiel (2007–2024)[4]
- ks. Wojciech Leśniak (od 2024)[5][6]